# El Llanquihue
El Llanquihue es un periódico chileno, de carácter local, editado en la ciudad de Puerto Montt, capital de la Región de los Lagos. Es el cuarto periódico más antiguo de Chile que aún continúa sus publicaciones, tras El Mercurio de Valparaíso (1827), La Discusión de Chillán (1870) y El Sur de Concepción (1882).

## Historia
El Llanquihue fue fundado el 12 de febrero de 1885 por don Abdón Cifuentes, notable orador, ministro de estado y periodista. En la creación del periódico fue acompañado por los abogados Darío Verdugo Urrejola y Manuel Gregorio Balbontín, junto con un grupo de eminentes conservadores puertomontinos, siendo su primer director Antonio Staforelli. Se publicaba una vez a la semana bajo los lemas «Dios y Patria» y «Libertad dentro del Orden», mientras que su epígrafe decía «Órgano del Partido Conservador». Entre las inspiraciones de este grupo se encuentra el periódico El Católico, fundado en la vecina provincia de Chiloé un año antes con lineamientos similares.
En 1904 el diario pasó a manos de los Hermanos de las Escuelas Cristianas, quienes designaron a un nuevo director: Luis Bögeholz. En septiembre de 1906 se designó como director a Francisco Schwerter; en reemplazo de este asumió Wenceslao Alvarado el 1 de mayo de 1908 y el 1 de marzo de 1910 don José Bosch. Bajo la administración de este último comenzó a aparecer todos los días, siendo su primera publicación diaria la del 8 de noviembre de 1911, y los temas de interés regional comenzaron a ganar espacio.
Ya en 1910, al cumplirse 25 años de su fundación, su venta se había extendido hasta Chiloé y se autodefinía como «asiduo defensor de nuestra religión católica y el baluarte del Partido Conservador».
Sus principales competidores durante sus primeras décadas de vida fueron La Alianza Liberal (1891-1920), y El Correo del Sur (1910-1937).

### Renovación del diario
Con solo 23 años, el 1 de octubre de 1929 asumió la dirección del diario Ewaldo Hohmann Jünemann, quien venía de ser jefe de Informaciones del periódico La Patria de Concepción (1923-1970). El joven periodista —oriundo de San Pablo y educado en Osorno y Valdivia— había llegado con la tarea de renovar el periódico y abrir sus páginas a los ciudadanos. Ewaldo Hohmann estaría más de 50 años como director de El Llanquihue.
El 8 de febrero de 1932 el diario se trasladó desde calle San Martín —donde estuvo siete años— a su actual ubicación en calle Varas.
En 1934 la empresa periodística abrió un salón social para que se realizaran actividades culturales y deportivas. Asimismo, Ewaldo Hohmann creó el Círculo de la Prensa de Puerto Montt, el 23 de noviembre de 1934.
La madrugada del 31 de agosto de 1939, tres periodistas de El Llanquihue que regresaban a las oficinas del periódico, sorpresivamente se encontraron con que se había declarado la Segunda Guerra Mundial, con la invasión alemana a Polonia. La portada de El Llanquihue fue la primera en todo el país en informar del nuevo acontecimiento bélico.
En 1953, cuando el gerente del periódico era Luis Brahm Appel y el director era don Ewaldo Hohmann, El Llanquihue celebró el centenario de Puerto Montt con una edición aniversario de 108 páginas, divididas en cuatro cuerpos, informando de la historia y relaciones que ha tenido Puerto Montt con las demás ciudades de la zona.
En 1967 Ewaldo Hohmann recibió el Premio Nacional de Periodismo, especialidad de crónica. El destacado periodista trabajaría en la dirección hasta junio de 1980, y fallecería cinco meses después el 6 de noviembre, a la edad de 74 años.
A lo largo de su historia, El Llanquihue ha sido testigo de numerosos acontecimientos en la historia de Puerto Montt, tales como el desarrollo de la Primera Guerra Mundial, y posteriormente la Segunda Guerra Mundial; el terremoto del 22 de mayo de 1960; la visita del Papa Juan Pablo II en abril de 1987, que incluyó una estadía en Puerto Montt; las primeras elecciones parlamentarias en 16 años, en 1989; y las elecciones municipales de las últimas décadas.

### El terremoto de 1960
El terremoto del 22 de mayo de 1960 también afectó al diario El Llanquihue. Cayeron dos murallas laterales de concreto, con lo cual resultaron dañadas las maquinarias y equipos de impresión. A pesar de todo, el 29 de mayo volvió a circular, recorriendo a las antiquísimas máquinas de tipos de Gutenberg, puesto que no había electricidad en la ciudad.
Pese a la pérdida, en 1962 se habían adquirido dos modernos equipos de radio-teletipo WESTREX, con lo que se logró ampliar el servicio informativo al recibir noticias directo desde Nueva York. La noticia que inauguró el sistema fue el triunfo de Chile ante Suiza en el Mundial de Fútbol realizado en Chile en 1962.

### Competencia conEl Diario Austral
El gran competidor que tuvo El Llanquihue fue El Diario Austral de Puerto Montt, creado el 22 de febrero de 1987 por Sociedad Periodística Araucanía S.A., empresa perteneciente a El Mercurio S.A.P. Este hecho significó un gran golpe para el centenario periódico, puesto que El Diario Austral poseía un gran avance tecnológico, respaldo financiero y una amplia experiencia periodística y comercial. Fue por esta razón que en junio de 1989 El Llanquihue instaló un equipo de preimpresión computarizada.
Finalmente, en 1993 la familia Brahm Menge accedió a vender El Llanquihue a la Sociedad Periodística Araucanía S.A., quien fuese su competidora durante casi seis años. Se les prometió conservar la línea editorial y el nombre, por lo que El Diario Austral de Puerto Montt cesó sus publicaciones el 7 de enero de 1993.

### En la actualidad

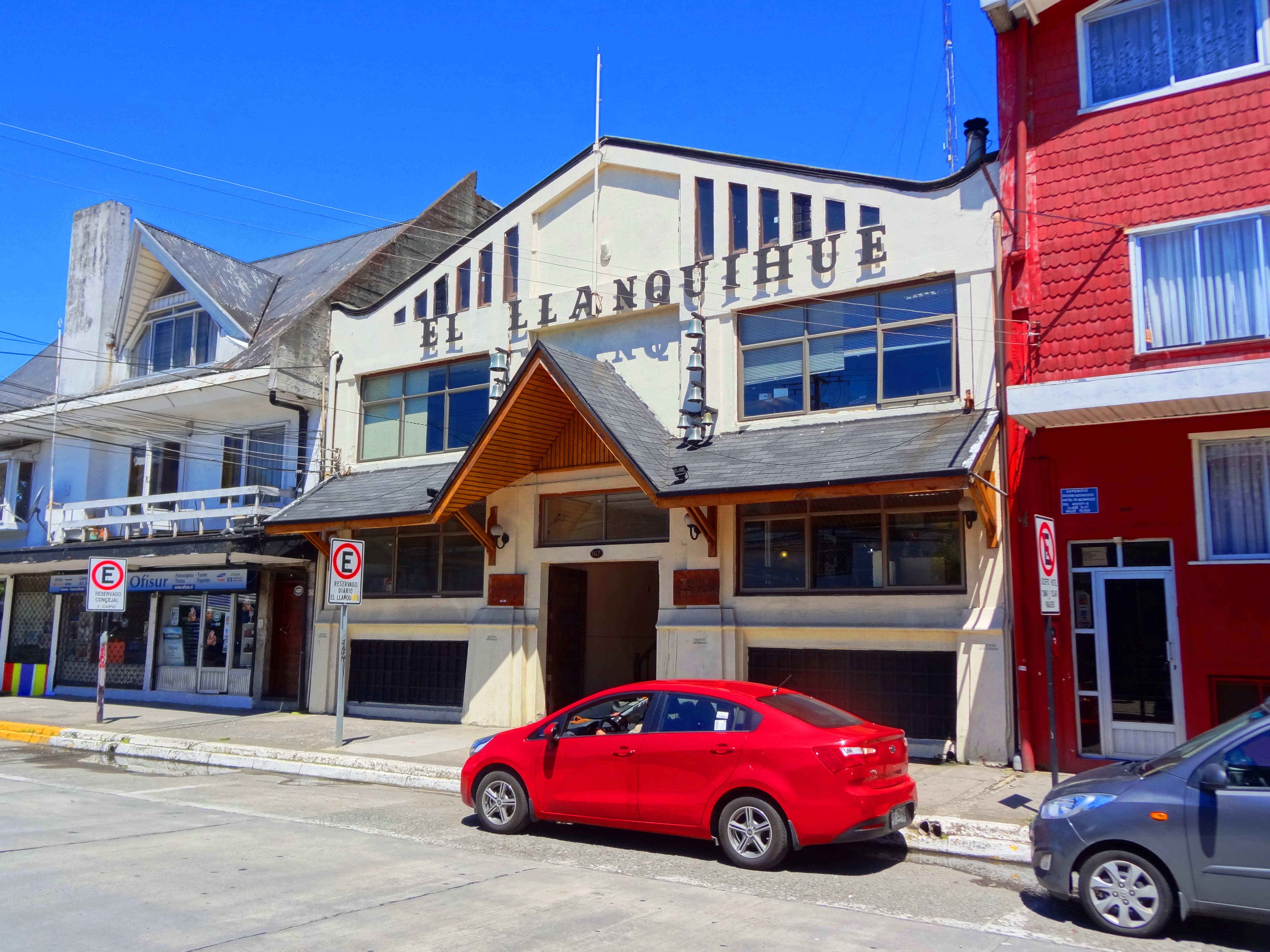
Frontis de las oficinas centrales de El Llanquihue.

El 20 de agosto de 2004, El Llanquihue se publicó con su nuevo formato, gracias al rediseño que implementó la dirección y que contó con el participación de la comunidad puertomontina, a través de encuestas de opinión. El 7 de septiembre de 2008 comenzó a publicar el cuerpo de Reportajes en su edición dominical.
El 22 de julio de 2011 El Llanquihue estrenó un nuevo formato, pasando del tamaño tabloide al berlinés, y estrenando un nuevo logotipo.
Actualmente el periódico sigue perteneciendo a la Sociedad Periodística Araucanía S.A. El 12 de febrero de 2020 el diario cumplió 135 años.

## Contenido

### Secciones
- Tema del día
- Actualidad: Noticias locales.
- Opinión: Editorial, columnas y cartas al director.
- Actualidad general: Noticias nacionales e internacionales
- Deportes
- Clasificados
- Servicios: Pasatiempos, pronóstico del tiempo y farmacias de turno.
- Cultura/Espectáculos/Entretención

### Suplementos
- Campo sureño (Lunes)
- Panoramas (Viernes)
- Reportajes (Domingo)

### Revistas
- Visión acuícola